# Friedel Bolle
Friedel Bolle (* 15. Februar 1947 in Obernbeck; † 5. Oktober 2021 in Frankfurt (Oder)) war ein deutscher Wirtschaftswissenschaftler und war zwischen 1992 und 2013 Professor am Lehrstuhl für Volkswirtschaftslehre, insbesondere Wirtschaftstheorie (Mikroökonomie) der Europa-Universität Viadrina in Frankfurt (Oder).
Bolle studierte Mathematik und Wirtschaftswissenschaften an der Universität Hamburg, wo er im Anschluss promovierte und habilitierte.